# 林護
林護（1871年—1933年），字裘焯，中國廣東省新會市牛灣镇上升鄉飛龍村人，二十世紀初的香港建造商、革命家。生於清朝同治10年（1871年），於1933年病逝，终年62岁。

## 生平

### 從事建造業
林裘焯出身自廣東新會的一個農民家庭，少時家貧，只受過幾年私塾教育，14歲時隨同鄉到澳洲謀生，工餘入夜校學習建築工程知識 。他在墨爾本受洗，成為聖公會的教友。他居住在墨爾本五年、悉尼兩年，後來定居香港。林氏在由澳洲回港的旅程中，因遇上巴馬丹拿的巴馬先生，自此開始從事建造業。1895年林氏與西人莫利組織「合益公司」，其後又請鄉間兄長林裘謀來港相助，兄弟兩人於1897年再組「聯益建造有限公司」（英文：Lam Woo & Co., Engineers & Builders）
，成為建築界的巨子之一。因林護通曉英語，甚得政府官方信任，而兄長林裘謀亦精於工程設計，採用新式建築機器，所以不久投得許多大工程，以致業務不斷擴展，並且在廣州、上海、澳門、湖南、汕頭、梧州、中山各地均有業務。
建於1911年之聖公會聖保羅堂（現為香港一級歷史建築，簡稱聖保羅堂），即為林護所設計，林氏亦為該教堂四位創立人之一。林氏亦曾參與港九多所學校的工程，如聖保羅堂、聖保羅男女中學、拔萃男書院、聖士提反書院和馮平山圖書館等。 林氏其他香港工程項目有啟明行、渣甸行、香港大酒店、黃埔船塢、鐵行大廈、平安戲院、太古倉碼頭、西人青年會、華人青年會、油麻地碼頭、九龍貨倉、灣仔水手樓、灣仔名園前填海、大角咀填海、荔枝角填海等。據林氏第三代後人所指，林氏亦有參與前立法會大樓之設計工作。
1932年在家鄉新會牛灣創辦「裘焯小學」，校舍建築面積達798平方米 。還建立文化教育基金會，以備舉辦社會公益事業。

### 加入革命組織
林護相信「商業救國」的論述，當清政府號召國民和華僑支持國家的工商業時，林氏和一些四邑商人組成財團在華南投資。二十世紀初，他與孫中山先生結交，從此成為他的擁護者。林氏年輕時對革命有所參與，曾先後在1903年和1905年加入了興中會和同盟會香港分會，與邑人楊西巖、譚肇康等旅港同胞成為同盟會的中堅分子。林氏出錢出力支持孫中山的革命事業，為歷次起義和軍政府籌餉作出很大貢獻。
林護淡泊名利，品德高尚。孫中山在廣州建立軍政府時，曾邀林出任官職而未果，故稱林為「革命完人」。

## 家庭成員
林護先後有兩名妻子，元配許蒙恩，繼室何奉基，並育有三名兒子、女兒：林植生、林植豪、林植宣、林遂意、林遂恩、林遂蓮，孫兒包括：林國柱、國樑、國雄、國賢、國輝（林植生家族）、林柏年、林松年（林植豪家族）、林珏、林昍（林植宣家族）。侄子包括林澤民、林逸民（林裘謀兒子），李林建華是林護的侄孫女（林逸民女兒）。

## 傳記
陳慕華著、馮以浤譯《林護︰孫中山背後的香港建築商》，香港中文大學出版社，2017年出版。

## 相關參考
- 聖保羅堂
- 拔萃男書院

### 以林護家族成員冠名的教育機構/項目
- 聖公會林護紀念中學
  - 林許蒙恩女士紀念樓
- 嶺南大學林護堂[7]
- 聖公會蒙恩小學林護樓
- 聖馬可中學林護堂及林植豪樓
- 聖公會奉基小學（原聖公會約榮小學）
- 聖公會林裘謀中學